# Mala de Senhora e Outras Histórias (livro)
Mala de Senhora e Outras Histórias é um livro de contos da escritora e jornalista portuguesa Clara Ferreira Alves, editado em 2004, pela Dom Quixote O livro apresenta doze contos, cujo denominador comum é a análise da complexidade das relações humanas.

## Lista de contos
1. O Coleccionador
2. O Conto e a História
3. Love Online (Existe uma adaptação para telefilme[3])
4. Strada Nuova
5. O Sonho
6. Vira o disco e toca o mesmo
7. Saudades de Mim
8. Louro Rico, Louro Pobre
9. O 25 de Abril Nunca Existiu
10. Os Dias de Durban
11. Conversa de Gajas (All About Eve)
12. Mala de Senhora